# Лебам (Вашингтон)
Лебам (енгл. Lebam) насељено је место без административног статуса у америчкој савезној држави Вашингтон.

## Демографија
По попису из 2010. године број становника је 160, што је 16 (-9,1%) становника мање него 2000. године.
| Група             | 2000.       | 2010.       |
| Белци             | 143 (81,3%) | 141 (88,1%) |
| Афроамериканци    | 0 (0,0%)    | 0 (0,0%)    |
| Азијати           | 2 (1,1%)    | 0 (0,0%)    |
| Хиспаноамериканци | 23 (13,1%)  | 11 (6,9%)   |
| Укупно            | 176         | 160         |